# Tora Berger
Tora Berger (* 18. März 1981 in Ringerike) ist eine ehemalige norwegische Biathletin, die 2010 in Vancouver und 2014 in Sotschi Olympiasiegerin wurde und acht Weltmeistertitel gewann.

## Karriere

### Anfänge (2001 bis 2004)
Ihr erstes Weltcuprennen bestritt Tora Berger in der Saison 2001/02 beim Sprint in Hochfilzen, den sie mit sieben Schießfehlern auf Rang 93 mit über acht Minuten Rückstand auf die Siegerin beendete. In der ganzen Saison erreichte sie in keinem Rennen die Punkteränge.
Ihren ersten Punkt im Weltcup gewann sie ein Jahr später, als sie den Sprint in Östersund auf dem 30. Platz beendete. Dies war auch die einzige Punkteplatzierung, die sie den gesamten Winter über erreichte. Ebenfalls in Östersund stand sie mit Linda Grubben, Gro Marit Istad-Kristiansen und Gunn Margit Andreassen das erste Mal auf dem Podium, als die norwegische Damenstaffel den zweiten Rang erreichte.
In der folgenden Saison startete Berger ausschließlich im zweitklassigen Europacup, ein 9. Platz in der Verfolgung im italienischen Brusson blieb ihre einzige Top-10-Platzierung des Winters in einem Einzelrennen, in Méribel wurde sie im Staffelrennen gemeinsam mit Anne Ingstadbjørg, Ann Kristin Flatland und Ann Helen Grande Dritte.

### Erste Erfolge im Weltcup (2004 bis 2009)
Ab der Weltcupsaison 2004/05 startete sie ausschließlich im Biathlon-Weltcup. In dieser Saison erreichte sie auch ihre erste Podiumsplatzierung in einem Einzelrennen, als sie den Sprint in Antholz auf dem 2. Rang beendete. Diese Platzierung bestätigte sie im anschließenden Verfolgungsrennen, als sie erneut Zweite wurde. In diesem Winter nahm sie auch an den Weltmeisterschaften in Hochfilzen teil, konnte aber keine Medaille gewinnen.
Bei den 2. Mixed-Staffel-Weltmeisterschaften 2006 in Pokljuka gewann Tora Berger gemeinsam mit Linda Grubben, Halvard Hanevold und Ole Einar Bjørndalen die Silbermedaille und damit auch ihre erste Medaille bei Biathlon-Weltmeisterschaften. Dieser 2. Platz blieb ihre einzige Podiumsplatzierung des Winters 2005/06.

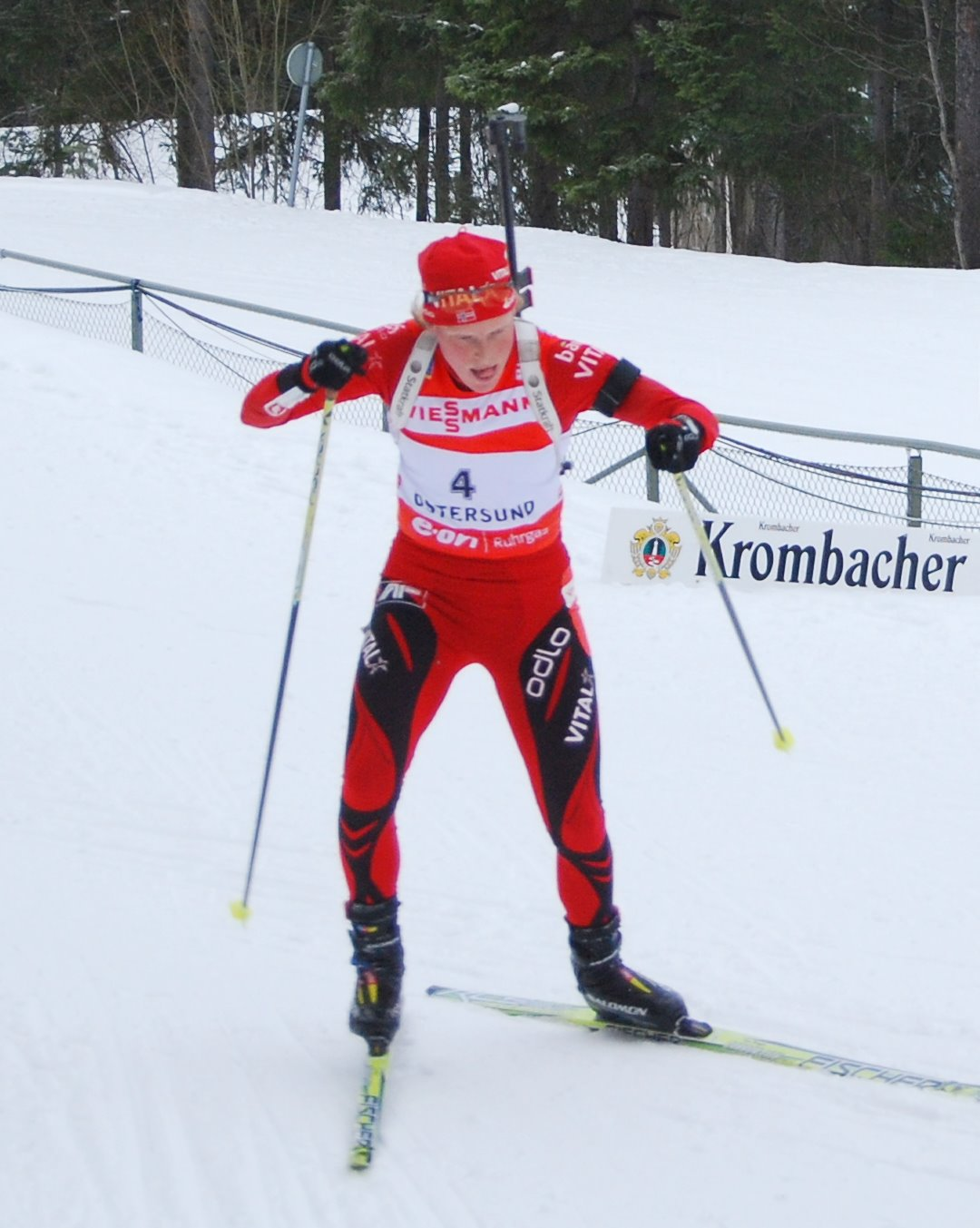
Berger bei den Weltmeisterschaften in Östersund

Bei den Weltmeisterschaften 2007 in Antholz konnte sie im gleichen Wettbewerb und mit der Damenstaffel jeweils Bronze erringen. Im ersten Verfolgungsrennen der Weltcupsaison 2007/2008 gewann sie in Kontiolahti erstmals ein Weltcuprennen.
Bei den Weltmeisterschaften 2008 im schwedischen Östersund belegte Berger in den ersten drei Einzelrennen (Sprint, Verfolgung, Einzel) drei Mal den vierten Platz, verpasste teilweise nur knapp eine Medaille. Im letzten Einzelrennen, dem Massenstart, lag sie das ganze Rennen über in aussichtsreicher Position. Mit der Deutschen Magdalena Neuner, der Russin Jekaterina Jurjewa und der Ukrainerin Wita Semerenko ging Berger fast zeitgleich nach dem letzten Schießen auf die Schlussrunde. Bis zum Ziel lieferte sie sich um den Sieg ein Duell mit Magdalena Neuner, der Berger zum Schluss nur knapp unterlag. Die Silbermedaille im Massenstartrennen war für die Norwegerin die erste Einzelmedaille überhaupt.
Bei den Weltmeisterschaften 2009 im südkoreanischen Pyeongchang holte sie durch einen dritten Platz hinter Kati Wilhelm und Teja Gregorin Bronze im Einzelrennen über 15 km.

### Olympisches Gold (2009 bis 2012)
Ihren bis dahin größten sportlichen Erfolg feierte Tora Berger mit dem Olympiasieg im Einzelrennen von Vancouver 2010. Zum Abschluss der Saison gewann Berger den Titel im Sprint bei den Norwegischen Meisterschaften.
Weitere große Erfolge in ihrer Laufbahn gelangen Tora Berger bei den Biathlon-Weltmeisterschaften 2012 in Ruhpolding mit dem Weltmeistertiteln im Einzel und Massenstart, ihren ersten beiden WM-Titel in Individualrennen. Daneben gewann sie Gold mit der Mixed-Staffel und belegte mit der norwegischen Frauen-Staffel Rang 3. Damit gewann Tora Berger bei den Biathlon-Weltmeisterschaften 2012 vier Medaillen und wurde zur erfolgreichsten Athletin der Titelkämpfe. Daraufhin wurde sie erstmals zu Norwegens Sportlerin des Jahres gewählt.

### Gewinn des Gesamtweltcups (2012 bis 2014)
Als Dritte im Gesamtweltcup des Vorjahres gelang Tora Berger ein perfekter Start in die Saison 2012/2013. Im schwedischen Östersund gewann sie das Einzelrennen, den Sprint und die Verfolgung. Im weiteren Verlauf der Saison gewann sie weitere Rennen und war regelmäßig auf dem Podium vertreten. Grundlage für ihre guten Ergebnisse waren sichere und vor allem sehr schnelle Schießeinlagen, mit denen sie als Schlussläuferin auch für zwei Siege der norwegischen Damenstaffel sorgte. Obwohl Berger unter anderem aufgrund ihres Laufstils nicht zu den schnellsten Läuferinnen im Feld gehört, behielt sie dank ihrer konstant guten Leistungen bis zu den Biathlon-Weltmeisterschaften 2013 die Führung im Gesamtweltcup. Im ersten Rennen der Weltmeisterschaften, der Mixed-Staffel, legte sie als erste Läuferin mit einem fehlerfreien Schießen die Grundlage für den gemeinsamen Gewinn der Goldmedaille mit Synnøve Solemdal, Tarjei Bø und Emil Hegle Svendsen. Nach dem zweiten Platz im Sprint gewann sie die Verfolgung, den Einzelwettbewerb und gemeinsam mit Hilde Fenne, Ann Kristin Flatland und Synnøve Solemdal die Damenstaffel, bevor sie zum Abschluss der Weltmeisterschaften noch Silber im Massenstart holte. Mit einer Medaille in jedem Rennen (4 × Gold, 2 × Silber) beendete sie damit als beste Athletin fast perfekte Weltmeisterschaften. Beim Heimweltcup in Oslo am Holmenkollen gewann sie alle Wettbewerbe und sicherte sich damit vorzeitig sowohl den Gewinn des Gesamtweltcups als auch des Verfolgungsweltcups.
Am Ende der Saison führte sie neben dem Gesamtweltcup auch alle Einzelweltcups an und gewann damit – zum ersten und einzigen Mal in ihrer Karriere – diese Wertungen. Seit Einführung des Massenstarts zur Saison 1998/99 schaffte dies außer Berger nur die Schwedin Magdalena Forsberg, die sowohl 2000/01 und 2001/02 alle fünf Wertungen gewann. Magdalena Neuner, Gabriela Koukalová und Kaisa Mäkäräinen haben zwar auch alle Wertungen im Laufe ihrer Karriere mindestens einmal gewonnen, jedoch nie alle im gleichen Jahr. Berger gewann in der Saison 2012/13 mit Norwegen zudem den Staffelweltcup der Damen, den Mixed-Staffelweltcup und die Nationenwertung im Weltcup.

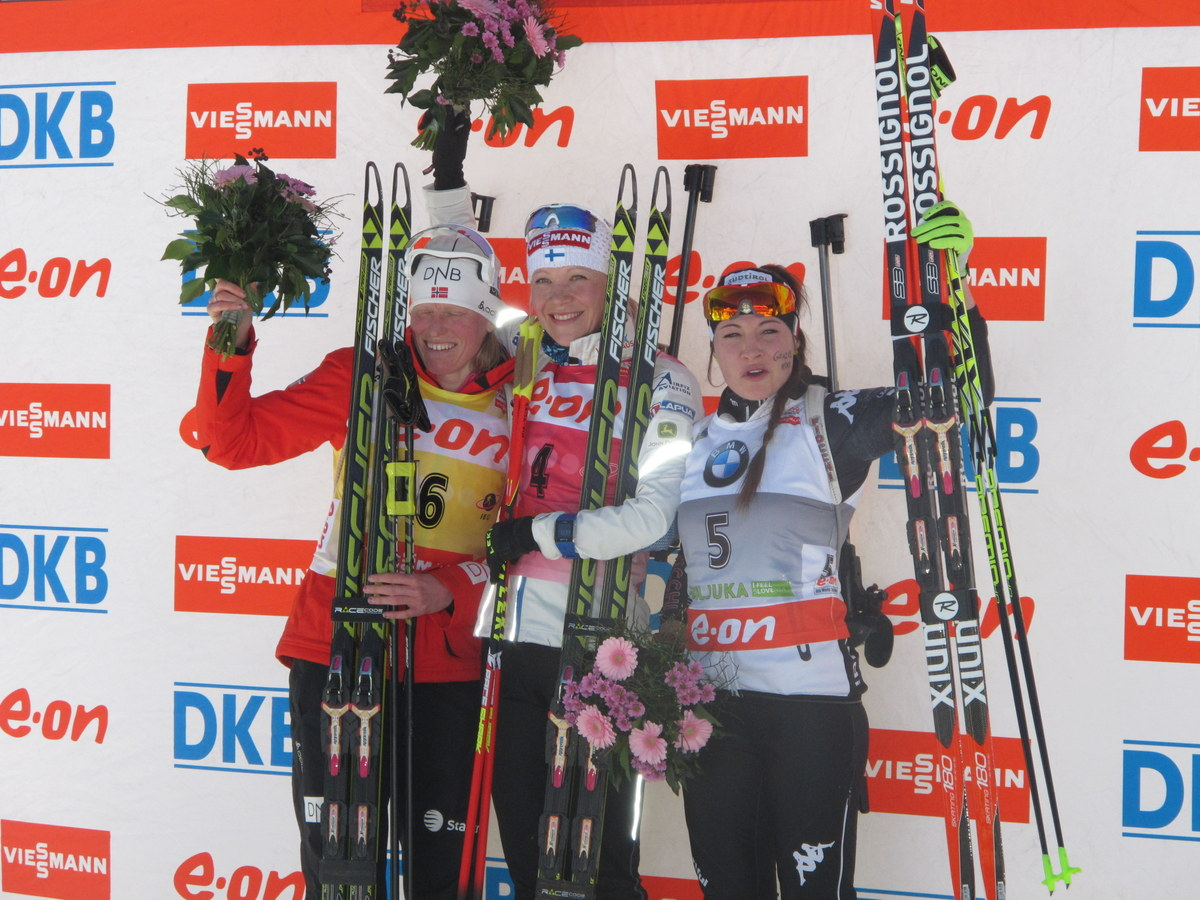
Tora Berger, Kaisa Mäkäräinen und Dorothea Wierer nach der Verfolgung in Pokljuka

Nach ihrer bislang erfolgreichsten Saison lief die Vorbereitung im Sommer auf den Winter 2013/14 nicht nach Wunsch, denn Berger musste in dieser Zeit sehr viele öffentliche Auftritte wahrnehmen. Der Start in den Weltcup verlief nicht annähernd so erfolgreich wie noch im Vorjahr. Bis zur Weihnachtspause war der dritte Platz beim Sprint in Östersund die einzige Podiumsplatzierung, von sechs Einzelrennen beendete sie nur zwei innerhalb der Top 10 und eines außerhalb der Punkteränge. Im neuen Jahr verliefen die Rennen bis zu den Olympischen Spielen 2014 in Sotschi mit einem ersten, einem zweiten, einem dritten und insgesamt fünf vierten, fünften oder sechsten Plätzen wesentlich erfolgreicher und sie führte vor den Olympischen Spielen die Weltcupwertung wieder an. In Sotschi gewann Berger drei Medaillen: Gold mit der Mixed-Staffel, Silber in der Verfolgung und Bronze mit der Frauenstaffel. Ebenso wie ihre schärfste Konkurrentin um den Gesamtweltcup, Kaisa Mäkäräinen, beendete Tora Berger nach den Olympischen Spielen bis zum Saisonende jedes Rennen mit einer Ausnahme in den Top 10. Berger erreichte in dieser Zeit vier zweite Plätze, Mäkäräinen jedoch gewann ein Rennen auf der Pokljuka-Hochebene und alle drei Rennen in ihrer finnischen Heimat in Kontiolahti und sicherte sich im letzten Rennen der Saison, dem Massenstart in Oslo, mit nur vier Punkten Vorsprung vor Berger den Gewinn des Gesamtweltcups. Norwegen gewann in diesem Winter wieder die Nationenwertung der Damen und punktgleich mit der tschechischen Mannschaft den Mixed-Staffelweltcup.
Nach der Saison 2013/2014 beendete Tora Berger im Alter von 33 Jahren ihre Karriere.
Nachdem der Russin Olga Saizewa mehrere Ergebnisse wegen Dopings aberkannt wurden, hatte dies auch Auswirkungen auf den Gesamtweltcup der Saison 2013/14. Ursprünglich hatte Kaisa Mäkäräinen einen minimalen Vorsprung auf Berger. Nach der Streichung der Ergebnisse Saizewas führte Berger die Wertung vier Punkte vor Mäkäräinen. Im Dezember 2021 entschied das Executive Board der IBU, Mäkäräinen und Berger zur Gesamtweltcupsiegerin der Saison 2013/14 zu erklären.

### Norwegische Meisterschaften
Zwischen 2002 und 2014 gewann Tora Berger bei norwegischen Meisterschaften im Biathlon 39 Medaillen. In Einzelrennen gewann sie 17 Gold-, 7 Silber- und 4 Bronzemedaillen, in Staffelrennen gewann sie weitere 3 Gold- und 7 Silbermedaillen sowie 1 Bronzemedaille.

## Privates
Tora Berger ist die Schwester des Biathleten und Langlauf-Weltmeisters Lars Berger. Im Juni 2010 heiratete sie ihren langjährigen Freund, 2015 wurden sie Eltern eines Sohnes.

## Statistik

### Weltcupsiege
| Nr. | Datum         | Ort                       | Disziplin   |
| --- | ------------- | ------------------------- | ----------- |
| 1.  | 2. Dez. 2007  | Kontiolahti               | Verfolgung  |
| 2.  | 5. Jan. 2008  | Oberhof                   | Sprint      |
| 3.  | 22. Jan. 2009 | Antholz                   | Sprint      |
| 4.  | 22. März 2009 | Trondheim                 | Massenstart |
| 5.  | 5. Dez. 2009  | Östersund                 | Sprint      |
| 6.  | 18. Feb. 2010 | Vancouver (OWS)           | Einzel      |
| 7.  | 16. Dez. 2010 | Pokljuka                  | Einzel      |
| 8.  | 15. Jan. 2011 | Ruhpolding                | Sprint      |
| 9.  | 16. Jan. 2011 | Ruhpolding                | Verfolgung  |
| 10. | 21. Jan. 2011 | Antholz                   | Sprint      |
| 11. | 23. Jan. 2011 | Antholz                   | Massenstart |
| 12. | 6. Feb. 2011  | Presque Isle              | Verfolgung  |
| 13. | 4. Dez. 2011  | Östersund                 | Verfolgung  |
| 14. | 15. Jan. 2012 | Nové Město na Moravě      | Verfolgung  |
| 15. | 7. März 2012  | Ruhpolding (WM)           | Einzel      |
| 16. | 11. März 2012 | Ruhpolding (WM)           | Massenstart |
| 17. | 29. Nov. 2012 | Östersund                 | Einzel      |
| 18. | 1. Dez. 2012  | Östersund                 | Sprint      |
| 19. | 2. Dez. 2012  | Östersund                 | Verfolgung  |
| 20. | 16. Dez. 2012 | Pokljuka                  | Massenstart |
| 21. | 13. Jan. 2013 | Ruhpolding                | Massenstart |
| 22. | 19. Jan. 2013 | Antholz                   | Verfolgung  |
| 23. | 10. Feb. 2013 | Nové Město na Moravě (WM) | Verfolgung  |
| 24. | 13. Feb. 2013 | Nové Město na Moravě (WM) | Einzel      |
| 25. | 1. März 2013  | Oslo                      | Sprint      |
| 26. | 2. März 2013  | Oslo                      | Verfolgung  |
| 27. | 3. März 2013  | Oslo                      | Massenstart |
| 28. | 5. Jan. 2014  | Oberhof                   | Massenstart |

| Nr. | Datum         | Ort                       | Disziplin       |
| --- | ------------- | ------------------------- | --------------- |
| 1.  | 14. Dez. 2008 | Hochfilzen                | Staffel 1       |
| 2.  | 12. März 2010 | Kontiolahti               | Mixed-Staffel 2 |
| 3.  | 3. März 2011  | Chanty-Mansijsk (WM)      | Mixed-Staffel 3 |
| 4.  | 11. Dez. 2011 | Hochfilzen                | Staffel 4       |
| 5.  | 1. März 2012  | Ruhpolding (WM)           | Mixed-Staffel 5 |
| 6.  | 9. Dez. 2012  | Hochfilzen                | Staffel 6       |
| 7.  | 9. Jan. 2013  | Ruhpolding                | Staffel 7       |
| 8.  | 7. Feb. 2013  | Nové Město na Moravě (WM) | Mixed-Staffel 8 |
| 9.  | 15. Feb. 2013 | Nové Město na Moravě (WM) | Staffel 7       |

### Olympische Winterspiele
Ergebnisse bei Olympischen Winterspielen:
| Olympische Winterspiele | Olympische Winterspiele | Einzel | Sprint | Verfolgung | Massenstart | Staffel | Mixedstaffel |
| Jahr                    | Ort                     | Einzel | Sprint | Verfolgung | Massenstart | Staffel | Mixedstaffel |
| ----------------------- | ----------------------- | ------ | ------ | ---------- | ----------- | ------- | ------------ |
| 2006                    | Turin                   | 13.    | 23.    | 18.        | 25.         | 5.      |              |
| 2010                    | Vancouver               | 1.     | 33.    | 5.         | 18.         | 4.      |              |
| 2014                    | Sotschi                 | 16.    | 10.    | 2.         | 14.         | 3.      | 1.           |

### Weltmeisterschaften
Ergebnisse bei Biathlon-Weltmeisterschaften
| Weltmeisterschaften | Weltmeisterschaften         | Einzel | Sprint | Verfolgung | Massenstart | Staffel | Mixedstaffel |
| Jahr                | Ort                         | Einzel | Sprint | Verfolgung | Massenstart | Staffel | Mixedstaffel |
| ------------------- | --------------------------- | ------ | ------ | ---------- | ----------- | ------- | ------------ |
| 2005                | Hochfilzen                  | 21.    | 11.    | 19.        | 13.         | 5.      | 10.          |
| 2006                | Pokljuka (Mixedstaffel-WM)  |        |        |            |             |         | 2.           |
| 2007                | Antholz                     | 4.     | 10.    | 19.        | 25.         | 3.      | 3.           |
| 2008                | Östersund                   | 4.     | 4.     | 4.         | 2.          | 6.      |              |
| 2009                | Pyeongchang                 | 3.     | 19.    | 9.         | 15.         | 11.     | 4.           |
| 2010                | Chanty-M. (Mixedstaffel-WM) |        |        |            |             |         | 2.           |
| 2011                | Chanty-Mansijsk             | 10.    | 7.     | 5.         | 3.          | 5.      | 1.           |
| 2012                | Ruhpolding                  | 1.     | 6.     | 4.         | 1.          | 3.      | 1.           |
| 2013                | Nové Město                  | 1.     | 2.     | 1.         | 2.          | 1.      | 1.           |

### Platzierungen im Biathlon-Weltcup
Die Tabelle zeigt alle Platzierungen (je nach Austragungsjahr einschließlich Olympische Spiele und Weltmeisterschaften).
- 1.–3. Platz: Anzahl der Podiumsplatzierungen
- Top 10: Anzahl der Platzierungen unter den ersten zehn (einschließlich Podium)
- Punkteränge: Anzahl der Platzierungen innerhalb der Punkteränge (einschließlich Podium und Top 10)
- Starts: Anzahl gelaufener Rennen in der jeweiligen Disziplin
- Staffel: inklusive Mixed- und Single-Mixed-Staffeln

| Platzierung         | Einzel | Sprint | Verfolgung | Massenstart | Staffel | Gesamt |
| ------------------- | ------ | ------ | ---------- | ----------- | ------- | ------ |
| 1. Platz            | 5      | 7      | 9          | 7           | 9       | 37     |
| 2. Platz            |        | 11     | 5          | 4           | 8       | 28     |
| 3. Platz            | 2      | 6      | 4          | 2           | 9       | 23     |
| Top 10              | 17     | 50     | 46         | 20          | 52      | 185    |
| Punkteränge         | 26     | 85     | 67         | 44          | 53      | 275    |
| Starts              | 31     | 101    | 78         | 44          | 53      | 307    |
| Stand: Karriereende |        |        |            |             |         |        |

### Weltcupwertungen
Ergebnisse bei Biathlon-Weltcups (Disziplinen- und Gesamtweltcup) gemäß Punktesystem
| Saison  | Einzel | Einzel | Sprint | Sprint | Verfolgung | Verfolgung | Massenstart | Massenstart | Gesamt | Gesamt |
| Saison  | Platz  | Punkte | Platz  | Punkte | Platz      | Punkte     | Platz       | Punkte      | Platz  | Punkte |
| ------- | ------ | ------ | ------ | ------ | ---------- | ---------- | ----------- | ----------- | ------ | ------ |
| 2002/03 |        |        | 65.    | 1      |            |            |             |             | 68.    | 1      |
| 2004/05 | 14.    | 64     | 13.    | 160    | 21.        | 102        | 21.         | 47          | 17.    | 389    |
| 2005/06 | 33.    | 20     | 22.    | 104    | 26.        | 75         | 23.         | 54          | 22.    | 253    |
| 2006/07 | 5.     | 92     | 12.    | 175    | 16.        | 124        | 24.         | 53          | 14.    | 450    |
| 2007/08 | 15.    | 40     | 6.     | 269    | 4.         | 238        | 12.         | 102         | 7.     | 661    |
| 2008/09 | 3.     | 122    | 3.     | 352    | 2.         | 246        | 6.          | 146         | 3.     | 894    |
| 2009/10 | 13.    | 87     | 15.    | 215    | 24.        | 101        | 9.          | 139         | 12.    | 564    |
| 2010/11 | 4.     | 133    | 3.     | 356    | 4.         | 268        | 3.          | 206         | 4.     | 963    |
| 2011/12 | 5.     | 108    | 4.     | 373    | 3.         | 361        | 2.          | 241         | 3.     | 1054   |
| 2012/13 | 1.     | 168    | 1.     | 428    | 1.         | 417        | 1.          | 262         | 1.     | 1234   |
| 2013/14 | 10.    | 59     | 2.     | 361    | 2.         | 319        | 4.          | 121         | 1. [1] | 857    |

[1] Nach Entscheidung des Executive Board im Dezember 2021 gemeinsam mit Kaisa Mäkäräinen zur Gesamtweltcupsiegerin erklärt